# Liste des ministres togolais des Finances
Ceci est une liste des ministres des finances du Togo.
- Hospice Coco, 1958 - 1963
- Antoine Meatchi, 1963 - 1966
- Boukari Djobo, 1966
- Benoît Bédou, 1966 - 1967
- Boukari Djobo, 1967 - 1969
- Jean Têvi, 1969 - 1973
- Edem Kodjo, 1973 - 1977
- Yao Grunitzky, 1977 - 1978
- Tété Têvi Benissan, 1978 - 1984
- Komlan Alipui, 1984 - 1988
- Yaovi Adodo, 1988 - 1990
- Komlan Alipui, 1990 - 1991
- Elias Kwassivi Kpetigo, 1991 - 1993
- Franck Fianyo, 1993 - 1994
- Elom Emile Dadzie, 1994 - 1996
- Barry Moussa Barqué, 1996 - 1999
- Abdoul-Hamid Ségoun Tidjani Dourodjaye, 1999 - 2000
- Tankpadja Lalle, 2000 - 2002
- Kossi Assimaïdou, 2002
- Ayawovi Demba Tignokpa, 2002 - 2003
- Débaba Bale, 2003 - 2005
- Payadowa Boukpessi, 2005 - 2007
- Adji Otèth Ayassor, 2007 - 2016
- Sani Yaya, 2016 - 2024
- Georges Barcola, Août 2024 - à nos jours[2]